# Prix des carburants dans les départements français d'Amérique
Le prix des carburants dans les départements français d'Amérique est administré par les préfets, qui fixent le niveau maximum pour les consommateurs.

## Spécificités locales
Les superficies limitées des départements d'outre-mer ne permettent pas l'existence de marchés concurrentiels semblables à ce que connaît la France métropolitaine. Dans les trois départements français d'Amérique (DFA), l'approvisionnement en carburants se fait par une unique raffinerie, gérée par la SARA. Il répond aux normes européennes en la matière, plus strictes que celles des zones économiques avoisinantes (Venezuela ou Amérique du Nord). Les contraintes techniques de la raffinerie imposent que les pétroles à traiter proviennent de la mer du Nord.
Au contraire de la métropole, le prix des carburants ne comporte pas de taxe intérieure de consommation mais une taxe spéciale de consommation, « dont le taux et les exonérations sont fixés par le conseil régional ».
Du fait de l'existence d'un prix unique par département, les stations-service n'affichent pas de prix de vente des carburants.

## Critiques et évolution
Le système de fixation des prix des carburants dans les trois DFA est régi par le décret no 2010-1332 du 8 novembre 2010 « réglementant les prix des produits pétroliers et du gaz de pétrole liquéfié dans les départements de la Guadeloupe, de la Guyane et de la Martinique » jusqu'en décembre 2013.
Ce système est considéré comme opaque, notamment par Victorin Lurel alors président de la région Guadeloupe. Il engendre une évolution des prix contestée, notamment par le LKP, l'organisation des stations-service étant l'un des motifs initiaux de la grève générale des Antilles françaises de 2009. Ce mouvement avait été initié dès octobre 2008 en Guyane, par l'association ACC " Association des Consommateurs en Colère". Cette association, soutenue par les syndicats et les transporteurs, avait obtenu une baisse de 0,50 euro sur les prix de tous les carburants.
Pour répondre à un engagement du candidat à l'élection présidentielle de 2012 François Hollande, le ministre des outre-mer Victorin Lurel engage en 2013 une réforme du décret de 2010. Le nouveau décret, devant entrer en vigueur le 1er janvier 2014, vise notamment à « réguler les marges jugées trop élevées des compagnies pétrolières » et propose un « mode de calcul plus transparent du prix des carburants ».  Objet de « discussions houleuses » entre le ministère, les compagnies pétrolières et les gérants de stations-service, le projet de décret, avalisé par l'Autorité de la concurrence, reçoit l'appui des 51 parlementaires d'outre-mer, mais est critiqué par les représentants du secteur pétrolier, qui annoncent que « les conséquences économiques et sociales seront désastreuses », menaçant d'automatiser l'utilisation des pompes à essence, mettant en péril l'emploi du personnel de piste, « disparu en métropole depuis longtemps », soit par exemple un millier d'emplois en Guadeloupe qui bénéficient d'une convention collective locale.
Malgré une grève de cinq jours dans les stations-service, le décret est publié au Journal Officiel du 31 décembre 2013.